# Итапежара-д’Уэсти
Итапежара-д’Уэсти (порт. Itapejara d'Oeste) — муниципалитет в Бразилии, входит в штат Парана. Составная часть мезорегиона Юго-запад штата Парана. Входит в экономико-статистический микрорегион Пату-Бранку. Население составляет 10 537 человек на 2007 год. Занимает площадь 254,077 км². Плотность населения — 36,4 чел./км².

## История
Город основан 14 декабря 1964 года.

## Статистика
- Валовой внутренний продукт на 2003 год составляет 124 534 845,00 реалов (данные: Бразильский институт географии и статистики).
- Валовой внутренний продукт на душу населения на 2003 год составляет 13 523,17 реалов (данные: Бразильский институт географии и статистики).
- Индекс развития человеческого потенциала на 2000 год составляет 0,786 (данные: Программа развития ООН).

## География
Климат местности: субтропический. В соответствии с классификацией Кёппена, климат относится к категории Cfa.